# Anfallet mot Marstrand
Anfallet mot Marstrand var en framgångsrik dansk belägring av Marstrand och Karlstens fästning som ägde rum den 10 till 16 juli (g.s.) 1719 under slutskedet av stora nordiska kriget. Danskarna hade, för att få slut på det svenska kaperiet, genomfört en lång flottblockad av Göteborg under våren 1719. Efter ett dansk-norskt anfall mot norra Bohuslän, hade fartyg under befäl av Peter Tordenskjold i juli också anfallit hamnen i Marstrand och de stillaliggande örlogsfartygen i den svenska Göteborgseskadern. Efter att dessa fartyg sänkts av sina egna besättningar anfölls slutligen också Karlstens fästning, vars garnison med hjälp av psykologisk krigföring snabbt kapitulerade. Fästningens kommendant, överste Henrich Danckwardt, dömdes senare till döden av en svensk krigsrätt, för att ha gett upp fästningen medan den fortfarande bedömdes möjlig att försvara. Den starka fästningen Karlstens kapitulation 1719, omges av ett antal myter och legender.

## Bakgrund
Efter Karl XII:s död vid Fredrikstens fästning i Norge den 30 november 1718, marscherade den svenska armén tillbaka över gränsen till Sverige. Stora nordiska kriget, som hade pågått utan avbrott sedan år 1700, hade utarmat de stridande parterna. Eftersom den svenska östkusten hotades av Ryssland, var det också en möjlighet för Danmark-Norge att samtidigt återta områden på svenska västkusten, och det fanns sedan tidigare omfattande planer på anfall till lands och sjöss mot Bohuslän.
De svenska örlogsfartyg som tidigare varit baserade i Göteborg, den så kallade Göteborgseskadern, hade efter den dansk-norske kommendören Peter Tordenskjolds anfall mot Nya Varvet år 1717 blivit utspridda utefter bohuskusten, på order av Karl XII. Huvuddelen av eskadern fanns på våren 1719 i Marstrand, medan några mindre örlogsfartyg låg i vinterläger nära Strömstad. Ett par mindre fartyg eskorterade transporter mellan Göteborg och Marstrand på Nordre älv, och kvar i Göteborg fanns bara en galär. Fregatterna i Marstrand kunde inte gå till sjöss eftersom det var stor brist på både manskap, mat och utrustning till örlogsfartygens besättningar. Fästningarnas underhåll missköttes, och i början av 1719 klagade fortifikationens hantverkare på att de under lång tid inte fått ut någon lön. Motsvarande problem hade flottans underofficerare och timmermän i Göteborg.

### Blockad och upprustning

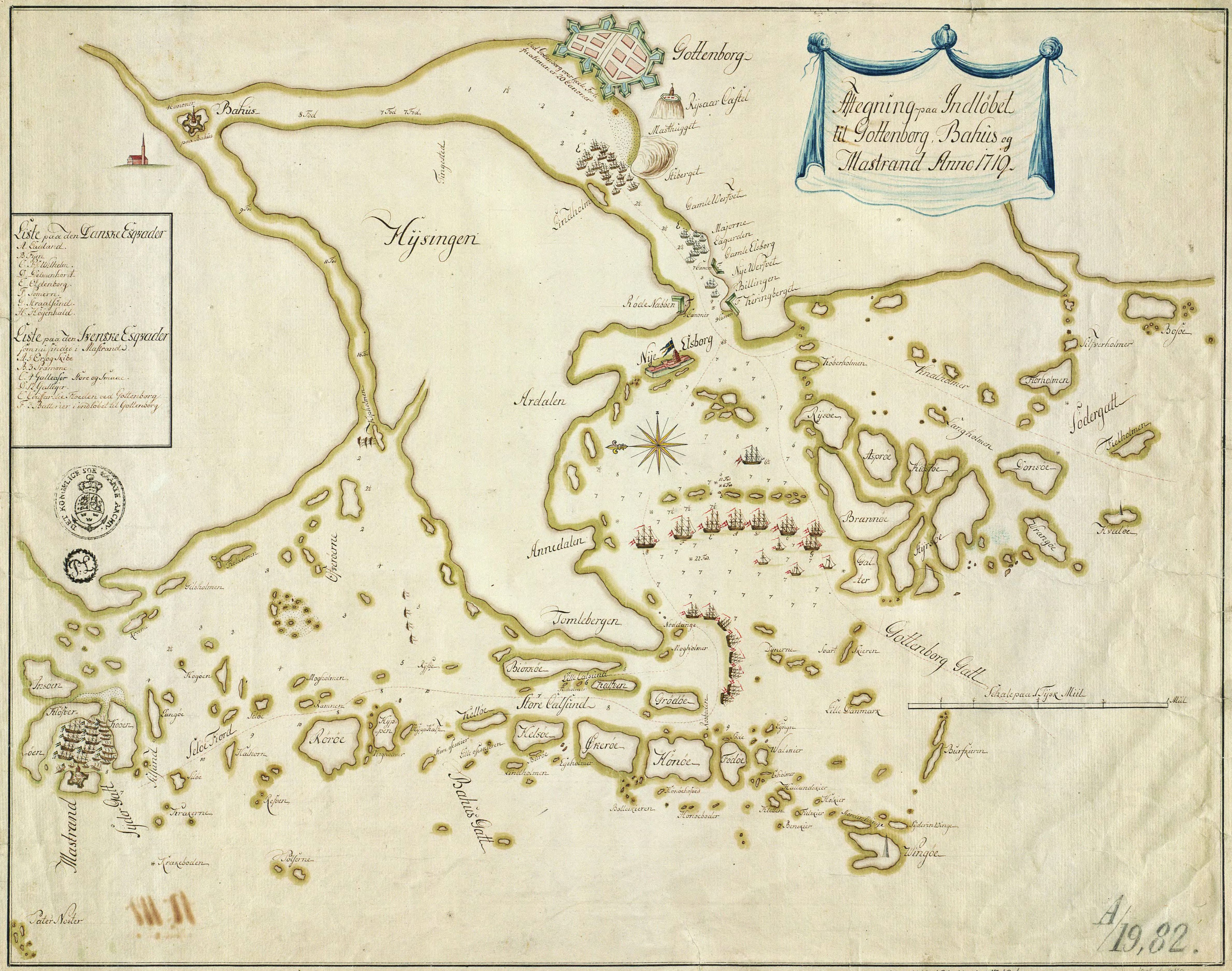
Dansk situationskarta över området mellan Göteborg och Marstrand våren 1719. Kalvsund och Rivöfjorden spärras av danska örlogsfartyg. Handelsfartyg vid Klippan och Stigberget kommer inte ut. Göteborgseskaderns fregatter ligger orustade i Marstrand. Några mindre svenska fartyg håller vakt vid Kippholmen i Nordre älvs mynning. Djup anges i famnar eller danska fot (fod).

Samtidigt pågick den svenska kaparverksamheten, med huvudbas i Göteborg, vilket irriterade de dansk-norska myndigheterna. Den 27 mars ankrade en dansk-norsk flottstyrka, bestående av fyra linjeskepp och en fregatt, på Rivö fjord utanför Göteborg. Den blockerande styrkan leddes av Tordenskjold, nyligen befordrad till den lägre amiralsgraden schoutbynacht. Han hade order att inte anfalla Göteborg, för att inte äventyra de fredssamtal som pågick i Stockholm under våren. I början av juni hade den blockerande flottstyrkan ökat till sju linjeskepp, två fregatter, fyra skottpråmar, två flytande batterier, ett "bombarderskip", fem galärer och två gallioter. De mindre danska fartygen försökte att hindra den svenska sjötrafiken mellan Nordre älv och Marstrand. I mitten av juni kom ytterligare 26 danska handelsfartyg från Öresund med förråd till den danska belägringsflottan.
Eftersom stora förråd hade byggts upp i Strömstad 1718 för att förse Karl XII:s armé med materiel, pågick under vintern och våren 1719 svenska fartygstransporter med kanoner och materiel från Sundsborg och Svinesund via Strömstad söderut till Uddevalla och Göteborg för att så snabbt som möjligt tömma de överfulla förråden. Detta innebar också att norra Bohuslän blev allt svårare att försvara. I slutet av maj kom en konvoj av transportfartyg till Marstrand, där omlastning skedde till mera grundgående fartyg för vidare transport genom Nordre älv. En del av konvojen återvände därefter till Strömstad. Den 23 maj övertog fältmarskalk Carl Gustaf Rehnskiöld befälet över de svenska trupperna i Bohuslän, och i början av juni genomfördes en inspektionsresa i landskapet. Försvarsanordningarna behövde förbättras på flera platser, och order gavs om att öka arbetet med att tömma förråden i Strömstad både land- och sjövägen.
På grund av den onödigt starka danska blockadstyrkan utanför Göteborg med cirka 1 300 soldater ombord, och flera specialfartyg för att kunna beskjuta kustnära försvarsanläggningar, gjordes bedömningen att danskarna planerade en attack mot Marstrand, eller Nya Älvsborg. Göteborgeskaderns avdelningschef i Marstrand, kapten Erik Sjöblad, fick order att förtöja eskaderns fregatter och galärer på lämpligt sätt för att kunna försvara de bägge inloppen till hamnen. Rehnskiöld gav också order om att fartygen skulle klargöras för sänkning i hamnen.

### Anfallet mot Strömstad

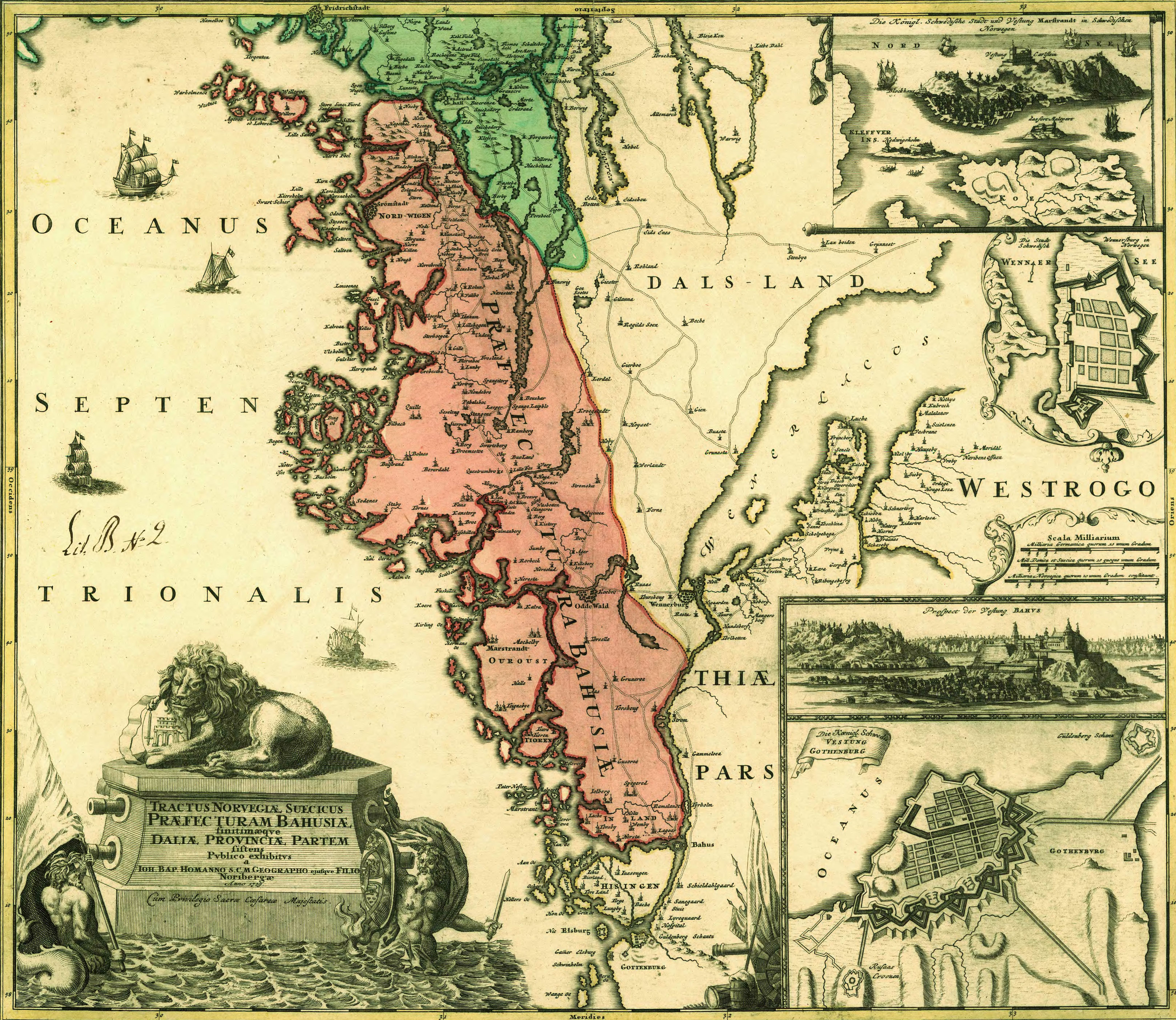
Karta från tidigt 1700-tal över Bohuslän och delar av Västsverige med planer av Göteborg, Bohus, Vänersborg och Marstrand. Utförd av den tyske kartografen Johann Baptist Homann.

Sedan fredsförhandlingarna i Stockholm misslyckats, beslöt den danske kungen Fredrik IV att sätta sina anfallsplaner i verket. I Sydnorge fanns över 30 000 soldater, och förutom anfall norrifrån mot Strömstad var en sjötransport planerad med 8 000 soldater som skulle landsättas på Hisingen. De svenska transportfartygen i Strömstad hade inte hunnit komma iväg, när den danske viceamiralen Andreas Rosenpalm spärrade vägen med en flottstyrka, bland annat bestående av tre fregatter och fyra galärer, i slutet av juni. Efter det att Rehnskiöld, tillsammans med chefen för Göteborgseskadern amiral Jonas Fredrik Örnfelt, bedömt läget på plats och fått underrättelse om att "den Norska Krigsmachten, under Konungens egit samt Chronprintzens anförande war uti anmarche", gavs order om att transportflottan skulle sänkas. Galärer och ett mindre fartyg skulle försöka att nattetid smyga sig ut genom en inre farled, men då denna också var blockerad sprängdes slutligen Göteborgseskaderns galärer Kristiania, Lovisa, Bellona och brigantinen Pollux vid Tångefjärden, Tångeflo på nutida sjökort, söder om Strömstad den 5 juli. Samtidigt sänktes skottpråmarna Strömstad och Gå På, bestyckade med 20 kanoner vardera, och fjorton fullastade transportfartyg i Strömstads hamn. Kvarvarande förråd öppnades, så att både civilbefolkning och militär kunde ta för sig så mycket de kunde, resten förstördes. Strax därefter marscherade de svenska trupperna, bland annat Gröna dragonerna, från Strömstad söderut mot Uddevalla. Totalt fanns cirka 5 000 soldater i Bohuslän under Rehnskiölds befäl, inklusive fästningsgarnisonerna i Göteborgs stadsfästning, Nya Älvsborg och Karlsten. Den 6 juli kom de första danska trupperna till Strömstad, och den 8 juli var Fredrik IV med ytterligare soldater på plats i den oförsvarade staden.
I slutet av juni hade den danska bevakningen skärpts i Göteborgs skärgård. En styrka bestående av fyra fartyg, och lika många galärer, placerades mellan Klåverön och Tjuvkil. Eftersom fartygen försökte hindra trafiken mellan Marstrand och Tjuvkil, och plundrade i skärgården, blev det allt tydligare att Tordenskjolds angreppsplaner gällde Marstrand.
Ett svenskt motanfall genomfördes natten till den 3 juli, när galären Lucretia och brigantinerna Luren, Uppassaren och Framfuss från Kippholmen i Nordre älvs mynning, lyckades smyga ner utefter Hisingen, och komma förbi den danska bevakningen på pistolskotts avstånd utan att bli upptäckta. Slutligen angreps och övermannades den stora galären Prins Kristian, bestyckad med nio kanoner, vid Rivö huvud, sedan fartyget förgäves försökt komma undan bland öarna. Under den första veckan i juli började Tordenskjold att dra ihop en anfallsstyrka mot Marstrand.

## Anfallet mot Marstrand

### Fredagen den 10 juli

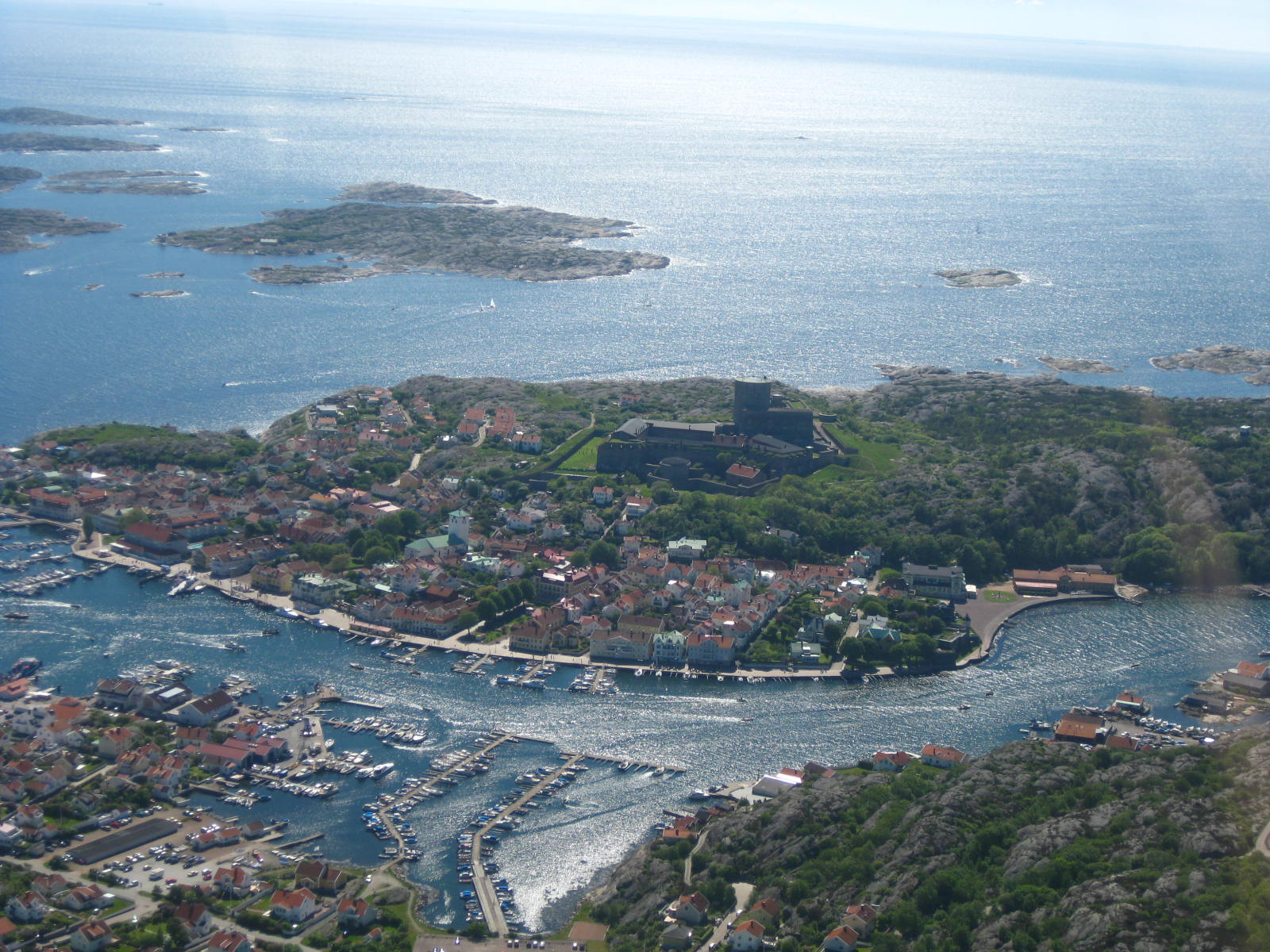
Marstrandsön i nutid sedd från nordost i helikopter över Koön

På eftermiddagen kunde försvararna på Karlsten räkna till 18 danska fartyg "hvaribland war ett af Master giordt Blockhus". Tordenskjold hade lämnat kvar linjeskepp och fregatter utanför Göteborg, och anfallsstyrkan vid Marstrand bestod dels av skottpråmar med kanoner och mörsare, bland annat den nya mörsarepråmen Lange Maren, dels av galärer som förutom egen besättning, hade 50 soldater vardera ombord från de kvarlämnade linjeskeppen. På kvällen landsattes mellan 600 och 700 soldater vid Metsund på östra sidan av den oförsvarade Koön, öster om Marstrand. Samtidigt landsattes 12 tunga mörsare på 100 respektive 200 pund, vilka släpades över till öns västsida. Dessutom landsattes 50 stycken handmörsare. Bara den västligaste delen av Koön kunde beskjutas från fästningen. Karlstens kommendant, överste Henrich Danckwardt, hade i en skrivelse till Rehnskiöld den 27 juni begärt att få 400 till 500 man för att förhindra landstigning på Koön, och den söder om Marstrand liggande Klåverön. Dessa soldater hade inte hunnit anlända innan Tordenskjold anföll. Den danska taktiken med landstigning på östra sidan av Koön var ungefär densamma som ståthållaren i Norge, Ulrik Frederik Gyldenløve, använde sig av då han intog Marstrand och Karlsten i juli 1677.

### Lördagen den 11 juli
På förmiddagen inleddes en livlig beskjutning mellan det nya danska batteriet på Koön, och Karlstens fästning. Tordenskjold skriver i en senare skrivelse att den nya artilleriställningen blev häftigt beskjuten av de tre svenska galärerna, en skottpråm  och tre örlogsskepp. Dessutom besköts danskarna från fästningen och de södra utanverken. 

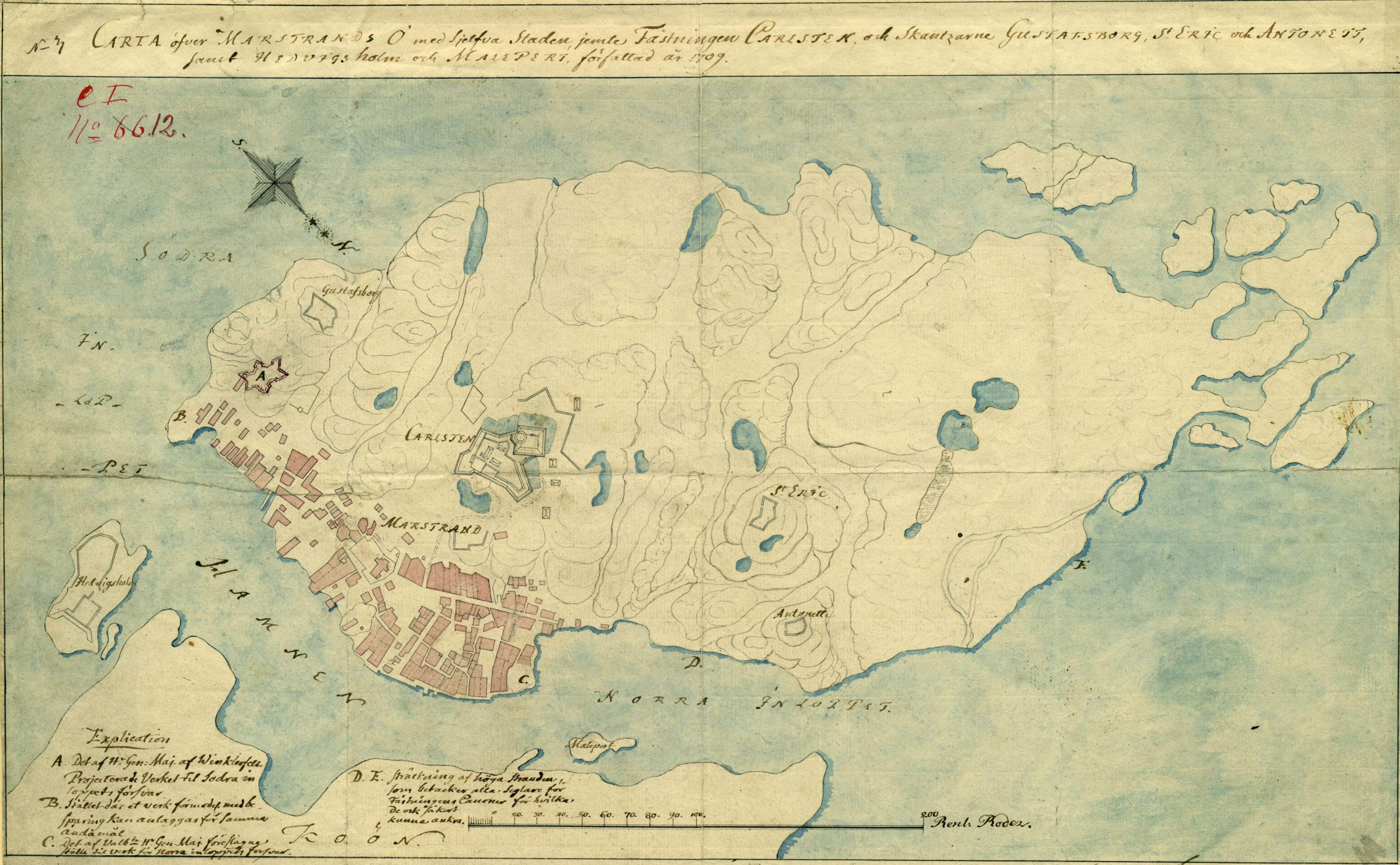
Befintliga och planerade befästningar runt Marstrand, på sammanställning från 1709.

 Mellan klockan 6 och 7 på kvällen tystnade kanonelden från utanverket Hedvigsholm. Kanonbatteriet, som var placerat på en ö i hamnen nära Koön, var bestyckat med fyra 36-pundiga, två 12-pundiga och två 6-pundiga kanoner. Hedvigsholm hade bara tolv mans besättning under befäl av en underofficer. Då denne på grund av den häftiga beskjutningen inte ansåg sig kunna hålla befästningen, sände han bud om detta till Danckwardt. Eskaderchefen Sjöblad ansåg att batteriet Hedvigsholm skulle "ruineras", för att inte riskera att kanonerna oskadda skulle kunna erövras och vändas mot fartygen i hamnen. I stället för att försöka försvara detta viktiga utanverk sände Danckwardt en officer, löjtnant Breittenberg, för att förnagla kanonerna. Vid ankomsten till Hedvigsholm, så fann Breittenberg både folk och materiel oskadda, men verkställde ändå sitt uppdrag. Då danskarna märkte att eldgivningen från Hedvigsholm upphört började de beskjuta fartygen i hamnen, och lyckades skjuta i sank den båt som förde över Hedvigsholms besättning och ammunition, sju tunnor krut, till fästningen.

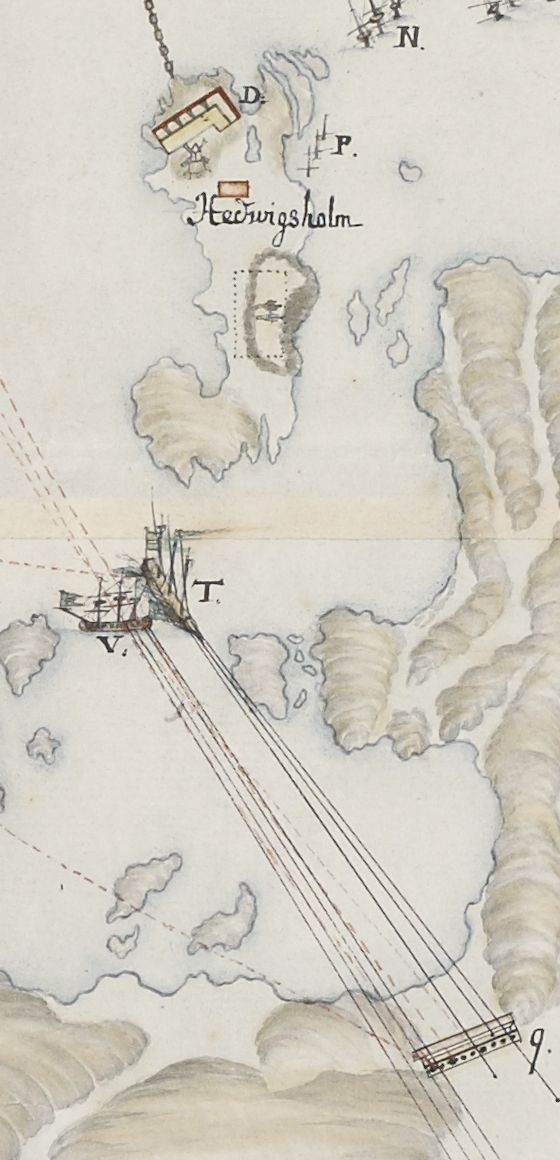
Galären Prins Fredrik av Hessen (T) och skottpråmen Ge På (V) försvarar utanverket Hedvigsholm mot dansk attack. (N) är den sänkta fregatten Halmstad, och (P) är en sänkt svensk brännare.

Efter händelserna i Marstrand hölls i slutet av juli 1719 ett så kallat generalkrigsförhör med kommendanten Danckwardt. Från protokoll som fördes vid detta och senare förhör, får eftervärlden mera detaljer om hur kommendanten resonerade under belägringen. Förhörsledningen frågade enligt protokollen om varför kommendanten inte sände över mera folk till Hedvigsholm som var "det starkaste och bästa Batteriet at secundera Flåttan och Staden med", och som också hade understöd i eldgivningen av galären Prins Fredrik av Hessen och skottpråmen Ge På. Danckwardt svarade att om han inte "ruinerade" Hedvigsholm, så kunde utanverket för den fortsatta striden bli det farligaste. Han ansåg också att fienden kunde vada över det smala sundet mellan Koön och Hedvigsholm, vilket krigsrättens ledamöter inte höll med om.

### Söndagen den 12 juli

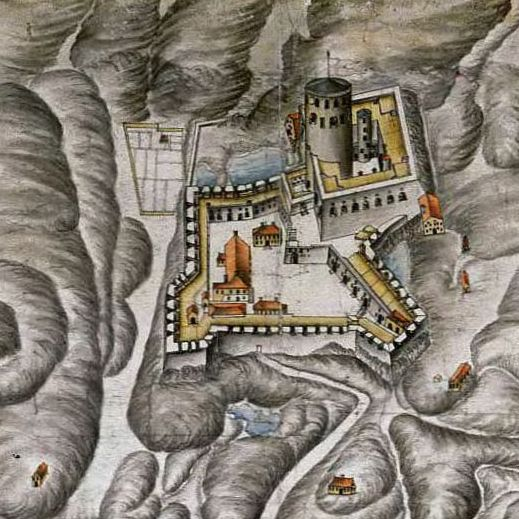
Karlstens fästning sedd från nordost. Detalj av dansk situationskarta från 1719.

Under natten mot söndagen tillverkades ytterligare ett danskt kanonbatteri på Koön, närmare Karlsten och norra hamninloppet. Det bestyckades med fyra 100-pundiga mörsare och 30-40 handmörsare. Tordenskjold hade också planerat att använda tio stycken 24-pundiga kanoner, men detta blev förhindrat av "de herrer Overofficerer af Artillertiet og Fortificationen". Dessa officerare hade tagits med på fartygen, men tillhörde armén och stod inte under Tordenskjolds direkta befäl. De ansåg att bestyckande av batteriet var för osäkert, och vägrade att lämna ut kanonerna. Dessutom saknades faskiner med mera för att kunna tillverka kanonbatteriet, enligt arméofficerarna. Tordenskjold använde sig då av en styckjunkare och nio artillerister som stod under hans befäl. Tillsammans med ytterligare manskap från fartygen kunde batteriet byggas upp, och de tunga mörsarna fördes på "blokvogne" från norra sidan av Koön fram till det nya batteriet.
Inom skotthåll började beskjutning från Karlsten, men med litet resultat. Trots att Tordenskjold hade de svenska örlogsfartygen i hamnen inom skotthåll, undvek han att beskjuta dem eftersom han ville erövra dem så oskadda som möjligt.

#### Marstrand erövras

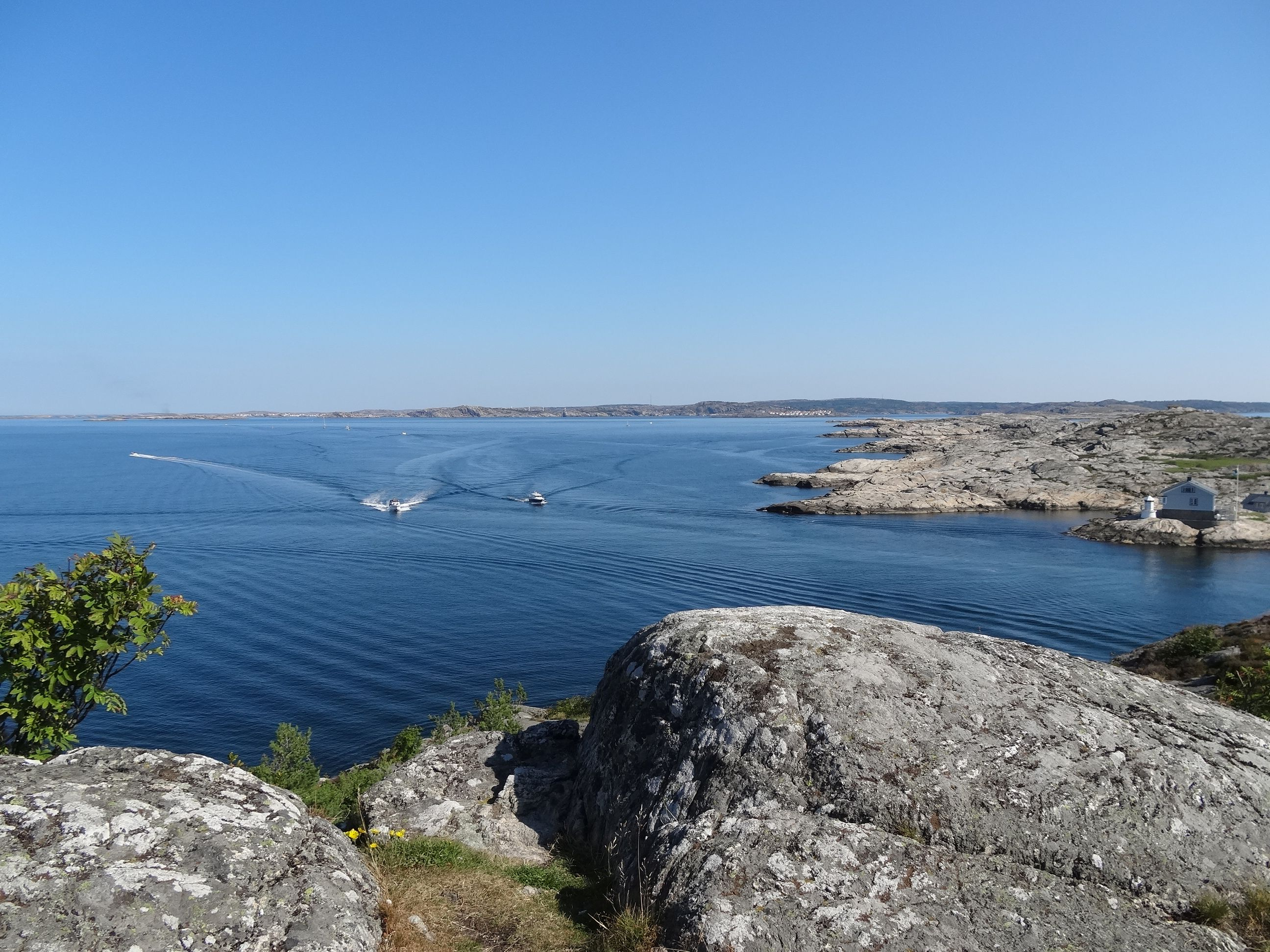
Utsikt mot norr från batteriet Antonetta på Marstrandsön. I högerkant syns den flikiga västsidan av Koön, och vid horisonten södra Tjörn.

Mellan klockan 7 och 8 på söndagsmorgonen sändes den första förhandlaren till Marstrand. Det var den danske kaptenlöjtnanten Conrad Ployart som seglade mot det norra utanverket Antonetta, som behärskade det norra inloppet, i en slup med en stor vit flagga. En svensk slup med löjtnant Brännö sändes ut för att möta den danska slupen halvvägs. Ployart begärde att få komma upp till fästningen och tala med kommendanten, men fick till svar att han skulle vända sig till "Hans excellens" fältmarskalk Rehnskiöld, om han ville någonting. Den danske officeren beklagade att han inte fick träffa kommendanten, och tillade att om det fanns några kvinnor i fästningen, så skulle de nu få tillfälle att komma därifrån. Ployart hade också fått instruktioner att erbjuda svenskarna att inte skjuta staden Marstrand i brand, mot att danskarna fick överta sex av örlogsskeppen i hamnen. Från svensk sida avböjdes förslaget.

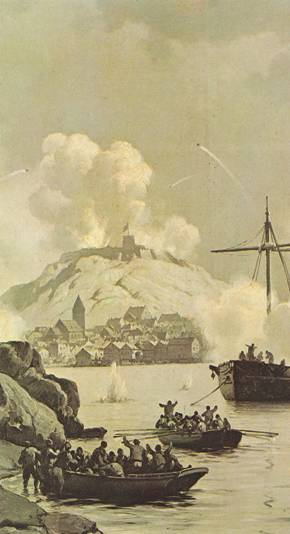
Danskarna anfaller Marstrand

Sedan Ployart kommit tillbaka med svenskarnas negativa besked började Tordenskjold en attack mot de fartyg och utanverk som försvarade det norra hamninloppet. Bombardergalioten Johannes och mörsarepråmen Lange Maren började beskjutningen, och i reserv fanns skottpråmarna Hjælperinden och Fredrikshald. De svenska utanverken bestod av Antonetta, bestyckat med fyra stycken 6-pundiga kanoner och sju mans besättning. Dessutom Norra Blockhuset, som var ett mindre försvarsverk med två stycken 36-pundiga kanoner. Slutligen hade kapten Sjöblad ställt ytterligare tre kanoner i närheten av Norra Blockhuset. Dessa två utanverk betjänades av 15 man. Utanverken hade relativt lite ammunition tillgängligt och hade underofficerare som befäl. Efter att ha beskjutit utanverken landsattes mellan 200 och 300 danska soldater på Marstrandsön i närheten av Antonetta, med hjälp av en galär och åtta slupar. Efter att ha skjutit några skott mot de angripande danskarna förnaglades kanonerna på Antonetta, och besättningen drog sig tillbaka mot Karlsten. Detsamma skedde vid Norra Blockhuset och det lilla närliggande batteriet. Danskarna under befäl av kaptenerna Kaas och Kleve trängde därefter snabbt in i staden. I hamnen fanns fregatten Kalmar och galären Greve Mörner som fortsatte att försvara det norra inloppet ända tills de danska trupperna trängde in i staden.
Generalkrigsförhöret frågade senare varför Danckwardt inte hade försvarat utanverken vid norra inloppet bättre. De kunde ha skyddat varandra med eldgivning, och fått någon av de sju infanteriofficerarna på fästningen som befälhavare. Danckwardts förklaring var att han ansåg sig inte ha råd att lämna ifrån sig mera folk från fästningen, och att dessa i så fall skulle ha blivit avskurna om utanverken hade intagits.

#### Örlogsflottan sänks

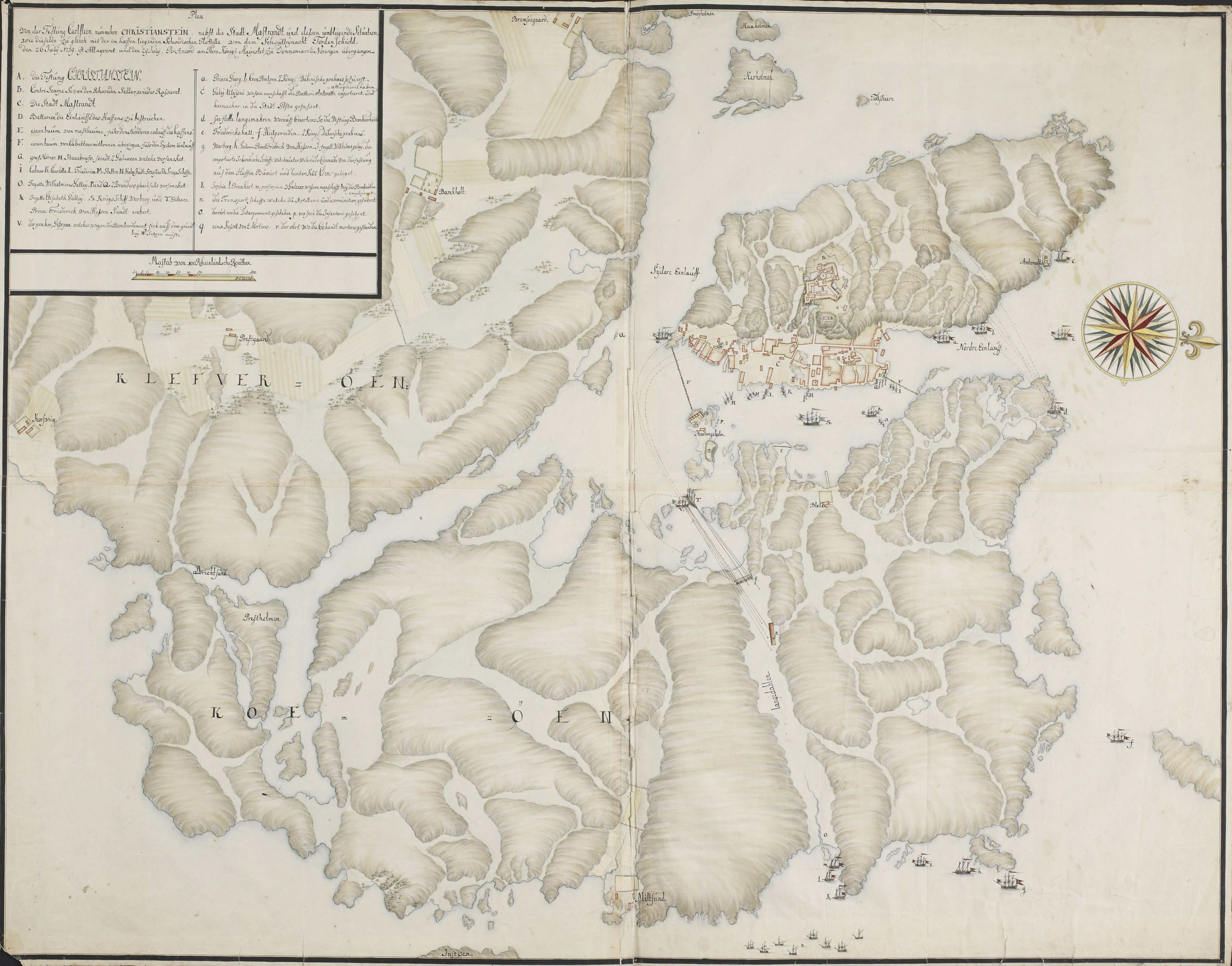
Detaljerad dansk situationskarta över fartygsplaceringar och försvarsanläggningar på och runt Klåverön, Koön och Marstrandsön, efter sänkningen av den svenska Göteborgseskadern 1719.

Samtidigt som de landsatta soldaterna stormade in fortsatte sluparna mot fartygen i hamnen. Eftersom de underbemannade besättningarna inte skulle klara den följande närstriden, samtidigt som reträttvägen mot fästningen var på väg att stängas, sköt fartygen några sista bredsidor. Därefter genomfördes de förberedda åtgärderna för att sänka fartygen, och grundskott sköts genom bordläggningen. 

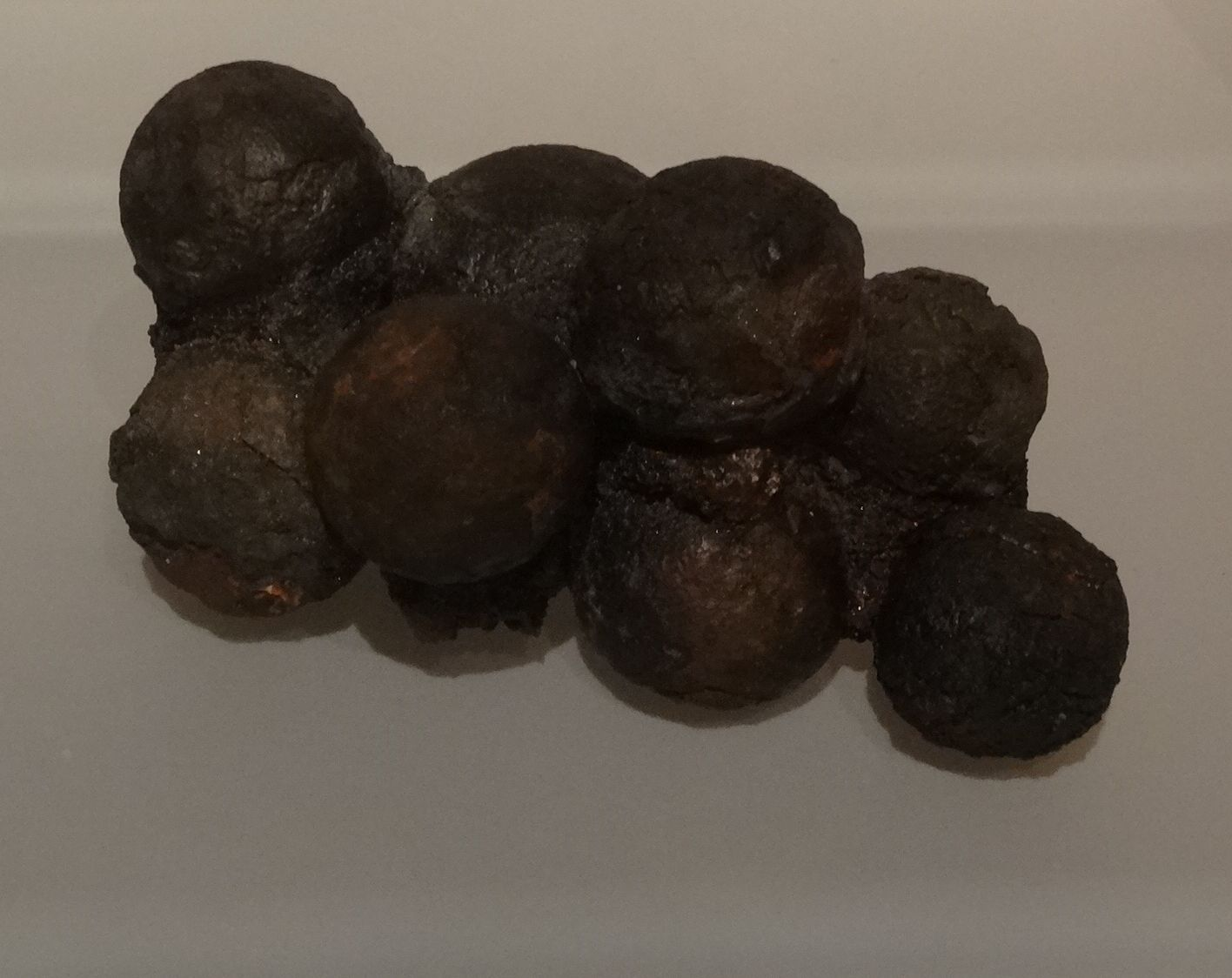
Karteschladdning med druvhagel för närstrid där det omslutande höljet, karteschen, har förmultnat. Fynd från fregatten Fredricus i Marstrands hamn, utställt på Bohusläns museum, Uddevalla.

De flesta av fartygsbesättningarna lyckades ta sig tillbaka till fästningen. De fartyg som sänktes i hamnen var fregatterna Halmstad, Stettin och Kalmar, alla bestyckade med 40 kanoner, samt Fredricus (36) och Charlotta (30). Dessutom  galärerna Stå Bra och Greve Mörner med 9 kanoner vardera, jakten Diana (4) och två brännare. Tordenskjolds soldater lyckades hindra sänkningen av fregatterna Varberg (40 kanoner) och William Galley (14), galären Prins Fredrik av Hessen (9) och skottpråmen Ge På (18). William Galley var troligen ett erövrat engelskt fartyg, eller möjligen ett kaparfartyg.
Under generalkrigsförhöret nämner Danckwardt att några frivilliga från fartygsbesättningarna och garnisonen hade "gått ut till att överrumpla fienden", men inte kunde komma längre än till fästningsbacken, eftersom fientliga soldater var posterade omkring den näraliggande Marstrands kyrkogård. Därefter måste den frivilliga styrkan vända om och "in i Fästningen sig förfoga". På eftermiddagen fortsatte eldgivningen mot Karlsten från mörsarbatterierna på Koön, och skottpråmarna. En materialbod som användes som provisoriskt krutförråd träffades och exploderade. Eld utbröt också i torntaket och i delar av det så kallade Fyrkantsbatteriet, ett utanverk på östra sidan av fästningen, men den släcktes av besättningen. Även om inga dödsfall krävdes under beskjutningen, så påverkades besättningen av utanverkens erövring och flottans sänkning i hamnen. Under natten till måndagen landsatte Tordenskjold ytterligare 200 soldater på Marstrandsön, och sammanlagt fanns nu 500 soldater på ön.

### Måndagen den 13 juli

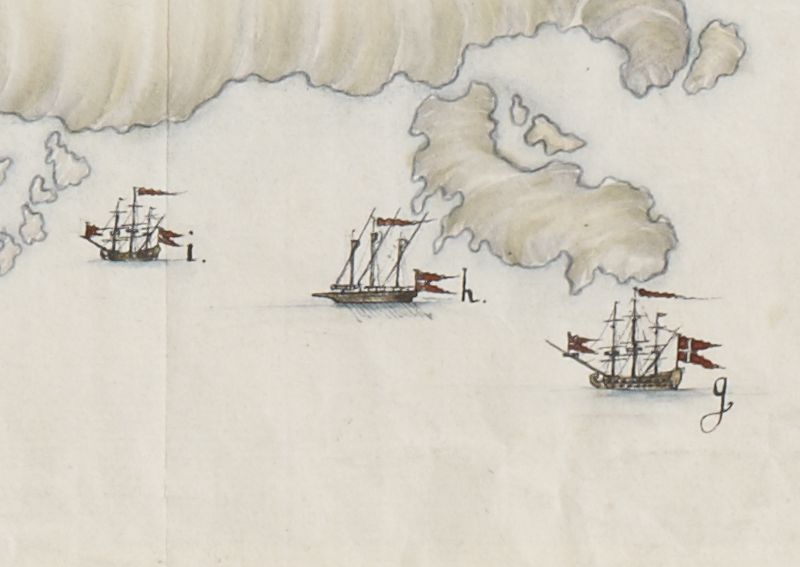
Detalj från ovanstående danska karta. De före detta svenska fartygen fregatten Varberg (g), galären Prins Fredrik av Hessen (h), fregatten William Galley (i) är erövrade av danska styrkor och förda i skydd öster om Koön vid Marstrand 1719.

Under dagen sköts bara några få skott från fästningen, och inga alls från dansk sida. Inne i fästningen gav kommendanten order till artilleriofficerarna kapten Josias Mörck och löjtnant Graan om att skjuta staden i brand, men de ansåg att de inte hade tillgång till lämplig ammunition. På generalkrigsförhörets fråga om varför de retirerande besättningarna från fartygen och utanverken inte kunnat tända eld på staden, svarade Danckwardt att han inte vetat något annat än att detta kunde göras genom beskjutning från fästningen senare. Han menade också att motviljan från artilleriofficerarna berodde på att de hade sina hus i staden. En fyrverkare måste "med hugg och slag" tvingas att lämna ut krut.
Danskarna använde dagen till att transportera bort de erövrade fartygen, föra fram ytterligare mörsare, och reparera ett kanonbatteri på Koön som skadats tidigare genom beskjutning från galären Prins Fredrik av Hessen. Denna reparation kunde ske ostört eftersom fästningen bara hade en kanon som kunde nå den platsen, och lavetten på denna kanon hade gått sönder och måste först repareras.

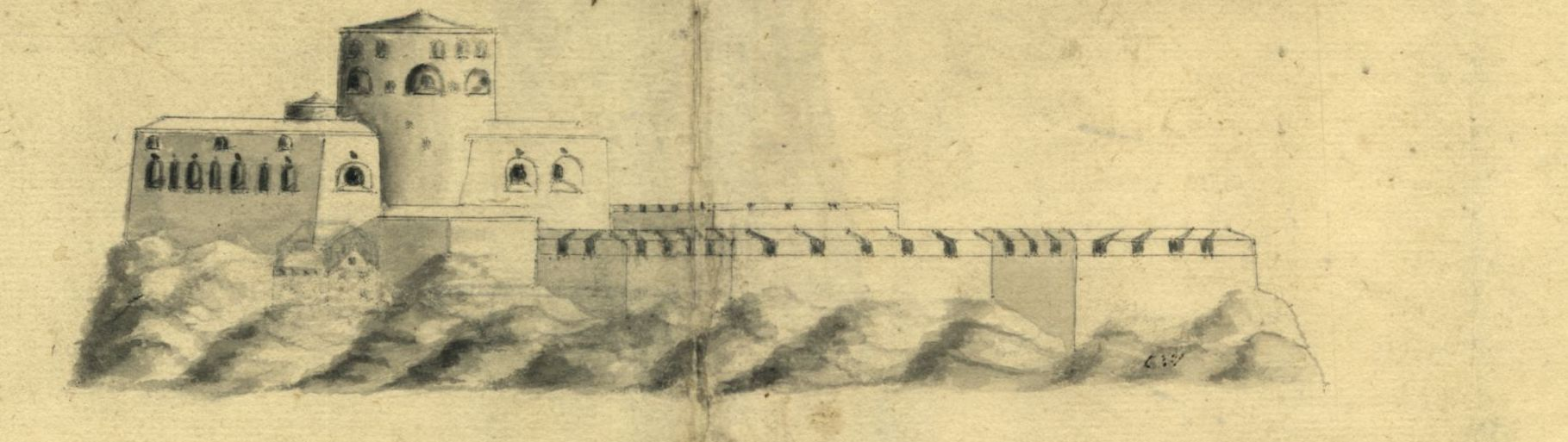
Profil av Karlsten från söder, detalj av fästningsritning från 1716.

Besättningen på fästningen bestod av Redvägs kompani från Älvsborgs regemente cirka 100 man, samt ett kompani från Zengerleins sachsiska infanteriregemente med lite mera än 100 soldater, totalt 227 man infanteri. Artilleriet under befäl av kapten Mörck bestod av 54 man. Manskap från fartygen uppgick till 107 man, det vill säga totalt 388 man i fästningens besättning.
Fästningsanläggningen hade byggts ut kraftigt sedan det danska anfallet 1677, och den fyrkantiga vallomslutningen hade under åren 1680–1716 höjts till 19 meter, med ett tre meter tjockt yttre murskal. Detta gjorde fästningen till en av de starkaste i landet. Befästandet av staden Marstrand och byggandet av Karlstens fästning var, och är, en av de största investeringar som gjorts inom det svenska fasta försvaret.

### Tisdagen den 14 juli
Fram till klockan 11 på förmiddagen fortsatte artilleribeskjutningen av fästningen. På eftermiddagen kom kaptenlöjtnant Ployart upp till fästningen som förhandlare tillsammans med en trumslagare, och bad att få bli insläppt. Därefter fördes Ployart med förbundna ögon till kommendanten, och överlämnade ett förseglat brev från Tordenskjold. Brevet, som är en blandning av smicker och hot, finns bevarat i danska riksarkivet.
| ” | Höijædle och Wellbaarne Hr Obriste og Commendant! Som jeg hawer fornumet af de fattige undersaatter her i Bÿen det Hr. Obeiste wil kaste ild paa dend, naar jeg attaqverer, hvorfor ieg nest afwigte afften saawelsom i dag hawer indholdet med at attaqvere for at hielpe de arme og u-schÿldige Menisker nogenlunde at Conservere hvis de kand, af Meubler og andet, jeg maa bifalde det Hr. Obriste, som en bekient og braf Cavallier af sin Droning hawer hid intil, og will her effter giöre ald muelig flid, og Resistence, mens cher amÿ Troe, at saawist, som ieg haaber at se Gudz ansigt og döe en Redelig tiener af min Herre og Konge, gaar ieg icke heerfra, det kodste hvad koste wil, i följe af min Allernaadigste Konges ordre, förend ieg nest dend allerhöiestes Bistand, skal Reussere i min Dessein, og mueligens det da wil falde Sensibel for wedkommende, det de da til Ingen nÿtt hawer ladet Bÿen brende og Indwaanerne Ruinere; Jeg wil gierne tillade Hr. Obriste, at hand wil laade efftersee dend anstalt, som til attaquen er giort, saa det icke schal mislinge; for Soucours hawer ieg wed esqvadren og Transporten af 2 000. Mand, den er allereede underweis fra Coster, som ieg nu med en dobbelt Chalouppe fick rapport om, der skal gaae til sin expidition, hos hvilcke ieg altid kand hawe Soucours, om mand lenge wil behage at giöre Resistence, Jeg hawer permitteret undersaaterne at flötte deres Sager bort i afften, og er dertil Mandskab ordineret om Hr. Obeist behager at indeholde Canonaden for den tid, pa det de dertil andorndede Mandskab, Jeg beeder min Respect formeldning til herwærende bekiente Söe officerer. Forbb: Höijædle och Wellbaarne Hr. Obriste og Commendants Tienstferdige Tiener P. Tordenschiold | „ |

(Soucours från franskans succours - undsättning)
Samtidigt som Danckwardt höll på med att svara på brevet, kom en av hans kaptener med ett nytt brev från Tordenskjold som "ett Quinfolk brackt upp till Fästningen". I det nya brevet erbjöd Tordenskjold 3 000 dukater, och danska kungens nåd, om svenskarna kapitulerade. Enligt Danckwardt skall han ha svarat på det andra brevet, att även om han erbjudits 300 000 så skulle han hellre ha sprängt fästningen i luften, än övergivit den för pengar. På det första brevet skrev han några rader till svar, utan att nämna frågan om brännande av staden. Dessutom sändes amiralitetskaptenen Jacob von Utfall tillsammans med Ployart till Tordenskjold med begäran om vapenvila till klockan tolv dagen därpå. Begäran bifölls av Tordenskjold, som nu fått Danckwardt att börja tänka på kapitulation.

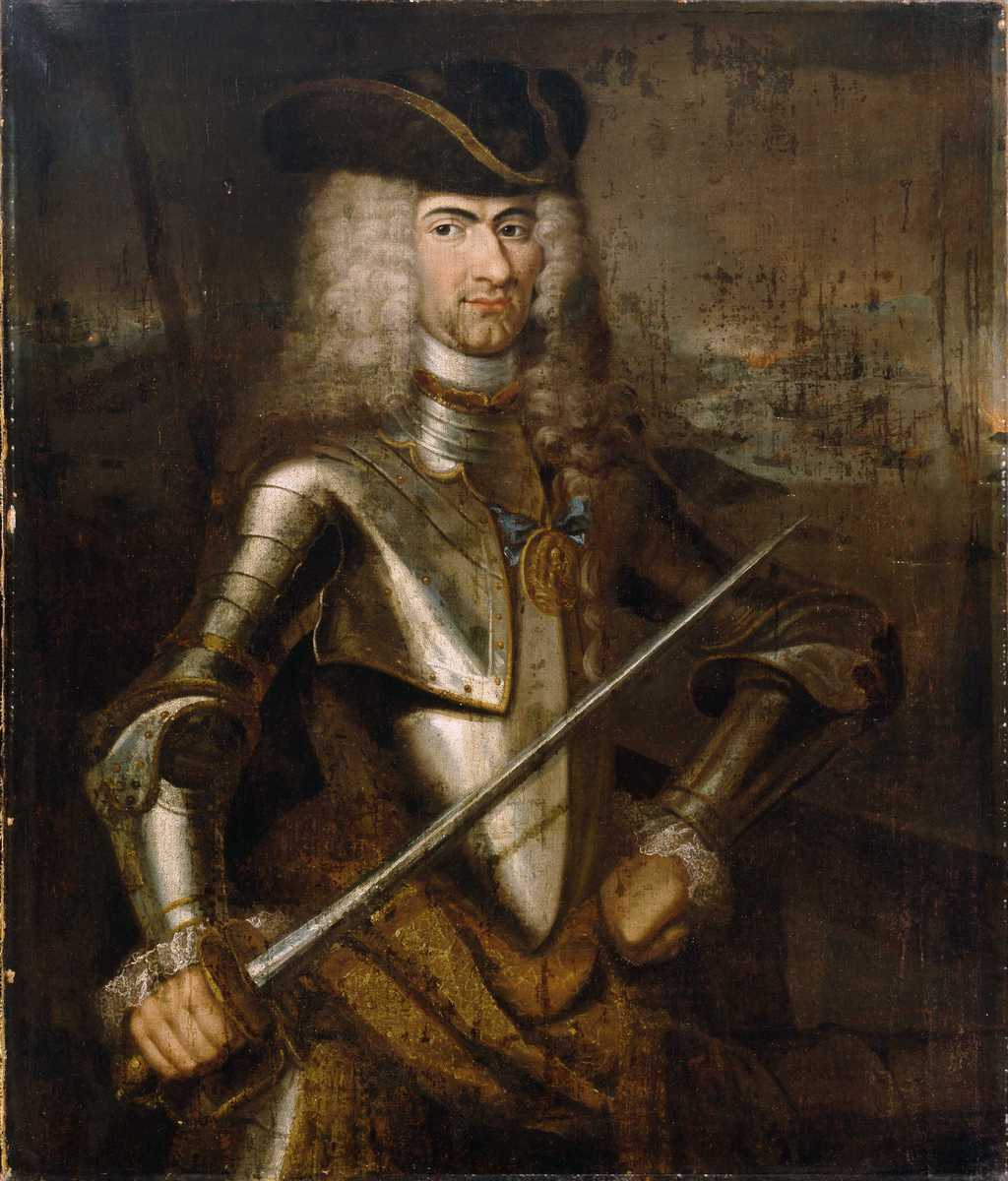
Peter Tordenskiold på ett porträtt av Jacob Coning från 1720, Oslo Museum.

När von Utfall kommit tillbaka till fästningen kallade Danckwardt på kvällen alla officerare till krigsråd. Det protokoll som fördes vid mötet användes senare som kapitulationsdokument. Under mötet berättade officerarna om tillståndet för försvaret av fästningen. Brist på manskap och dåliga lavetter var problem hos artilleriet. Matförrådet beräknades räcka en månad, men däremot var det brist på vatten. Fartygsbesättningarna bedömdes inte kunna vara till nytta vid en stormning, eftersom de var ovana som soldater, utan bara kunna användas vid brandsläckning. Samtidigt använde Tordenskjold tiden till att placera ut handmörsare på lämpliga platser i Marstrand.

### Onsdagen den 15 juli
Under förmiddagen fortsatte det svenska krigsrådet. Tordenskjold fortsatte att förbereda anfall genom att föra de danska skottpråmarna, flytande batterierna och galärerna närmare fästningen. Eftersom Karlstens garnison ansågs vara alltför liten och utmattad för att klara en attack, beslöt det svenska krigsrådet strax innan vapenvilan gick ut, att gå med på kapitulation. Samtliga officerare undertecknade protokollet som slutade med "Hwarföre conjunctim resolverades att En formel Capitulation skall giöras genom Capitainen von Uthfall i dhe Puncter och Propositioner som det Jnstrumentet ad acta uthwijsar och aparto underskrifwes. Datum Carlsteen d. 15 Julii 1719".

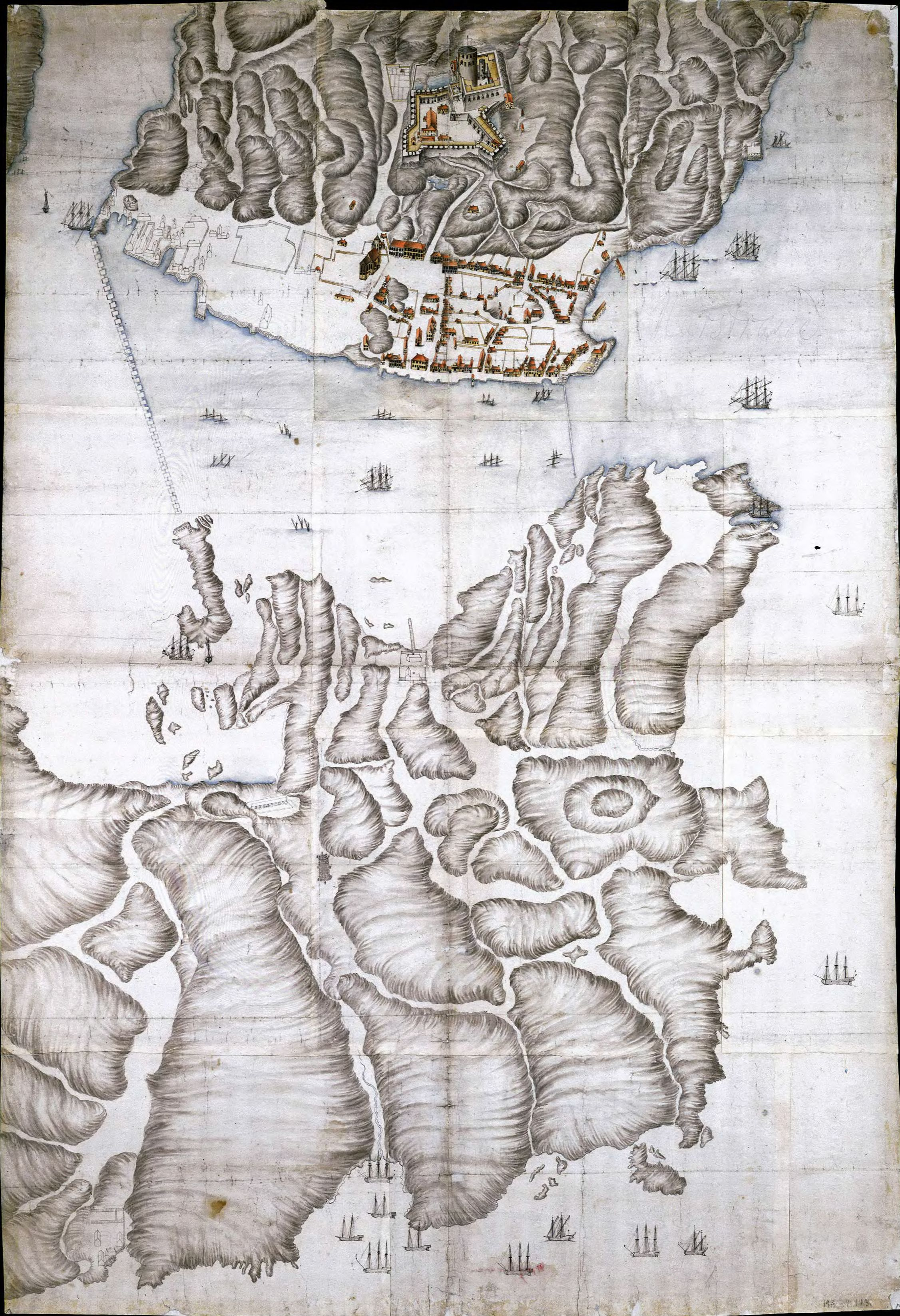
Dansk situationskarta, med byggnader i perspektiv, över Koön och Marstrandsön efter sänkningen av den svenska Göteborgseskadern 1719.

Efter två timmar återkom von Utfall med kapitulationsdokumentet underskrivet av Tordenskjold. Den senare hade också gett instruktioner om att garnisonen skulle marschera ut från fästningen klockan tre på eftermiddagen, men de officerare som ville gå ner till staden, kunde göra det utan att behandlas som krigsfångar. Eftersom man inte hann att bli klara till den utlovade tiden begärdes ytterligare två timmars uppskov, vilket beviljades.
Innan tidsfristen hade gått ut, vid fyratiden på eftermiddagen, kom Tordenskjold till fästningsporten endast i sällskap av en trumslagare. Han släpptes in, och möttes av Danckwardt som visade honom upp till kommendantshuset, där övriga officerare samlats. Efter en stunds konversation följde kommendanten och ett antal officerare med Tordenskjold ner till ett hus i staden, där de bjöds på rödvin. Vid niotiden på kvällen gick man "hwar till sitt". Enda undantaget från det normala var soldaterna från det Sachsiska regementet, som tillsammans med soldater från artilleriet hade brutit upp ett magasin, och stulit smörförrådet. På Tordenskjolds order fick de sachsiska soldaterna marschera ut, och tillbringa natten stående utanför fästningen, omringade av beväpnade danska soldater.

### Torsdagen den 16 juli
På morgonen marscherade de svenska fartygsbesättningarna ut från fästningen. Vid fyratiden lämnade kommendanten, och gick ner till ett hus i Marstrand. Klockan nio på kvällen lämnade de sista svenska soldaterna från infanteriet och artilleriet.

### Fredagen den 17 juli
De svenska trupperna fördes över till Tjuvkil på fastlandet, förutom några från artilleriet och det sachsiska regementet, som gick i dansk tjänst. Under överfarten delade Tordenskjold ut presenter till officerarna, klockor, solfjädrar med mera. Allt saker som tagits från laster på beslagtagna fartyg. Från Tjuvkil skickade Danckwardt brev med en lägesbeskrivning till Rehnskiöld i Uddevalla som, då han läst brevet, utfärdade en arresteringsorder. När Danckwardt kom till Bohus fästning för att fortsätta sin resa till Göteborg, blev han arresterad av "en quartermästare och 6 ryttare af öfverste Waldenstiernas regemente".

## Konsekvenser av kapitulationen
Fältmarskalk Rehnskiöld och hans officerare hade nu det svåra beslutet, om man skulle stanna kvar med de svenska trupperna vid Uddevalla, och skydda vägarna mot Vänersborg och Dalsland, eller gå söderut mot Hisingen för att inte bli avskurna av danska styrkor som kunde landsättas norr om Göteborg. Rehnskiöld valde att stanna kvar, vilket visade sig vara ett riktigt beslut, eftersom den danska armén i Strömstad drog sig tillbaka mot Norge i slutet av augusti.

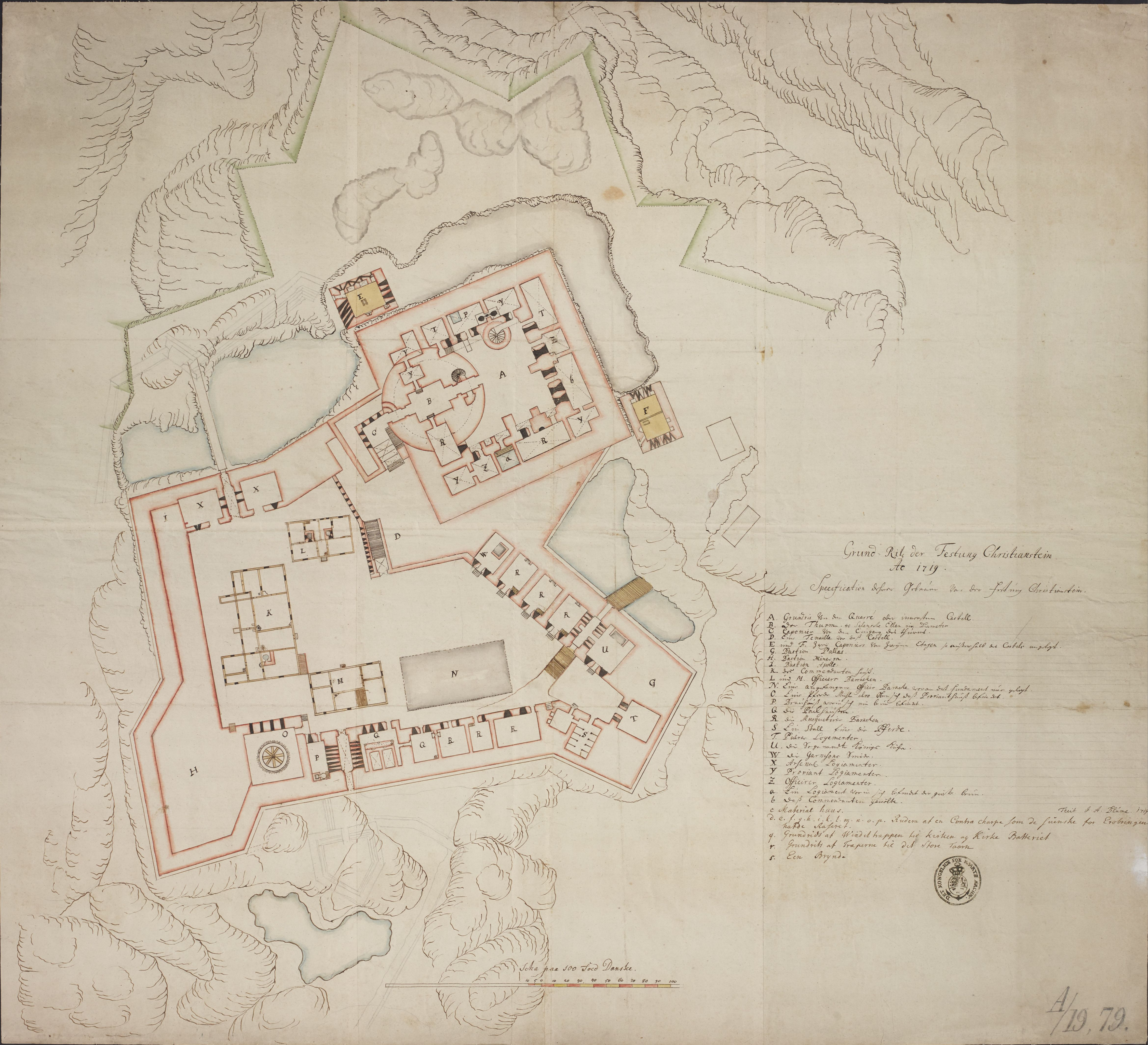
Dansk planritning, delvis på tyska, över den erövrade fästningen Kristiansten i Marstrand 1719. Längdskala i danska fot.

Tordenskjold utnyttjade sin nya flottbas genom att från Marstrand anfalla fästningen Nya Älvsborg redan den 21 juli, och senare även Nya Varvet i Göta älvs mynning. Karlsten fick under danskt-norskt styre det nya namnet Kristiansten, och kommendant över den norska garnisonen blev den till generalmajor utnämnde Hartvig Huitfeldt. Den 12 november 1720, efter freden i Frederiksborg, återlämnades fästningen till Sverige och återfick då det ursprungliga namnet.
Den 22 juli 1719 blev alla officerare som skrivit under kapitulationsdokumentet på Karlsten arresterade. Efter ett generalkrigsförhör med Danckwardt 21 juli, hölls krigsrätt med honom den 27 augusti. Han hade då blivit slagen i järn och  "fått en ansenlig bomb och 4 alnars jernkedja till känsla av dess brott". Enligt Karl XI:s krigsartiklar §73 står det att "Hvilken någon Fästning uppgifwer till Fienden uthan högste och ytterste nödh, tå straffes Guverneuren och Befählet til liif, ähra och godz...". Den 5 september föll domen enligt dessa artiklar, och Danckwardt skulle "halshuggas och i galgbacken begrafvas". Avrättningen ägde rum den 16 september under sådana omständigheter, att göteborgsbödeln Jonas Wessman några dagar senare fick stå till svars i en egen rättegång. Wessman anklagades för att ha kommit för sent, och därmed inte haft avrättningsverktygen i ordning, varit onykter, samt inte verkställt halshuggningen på rätt sätt, utan hade varit tvungen att hugga tre gånger för att kunna skilja huvudet från kroppen. Då Wessman kunde förklara orsakerna till sitt handlande slapp han undan med en varning.
Den 13 november 1719 hölls krigsrätt med "de arresterade officerare, som varit under belägringen i bemälta fästning". Officerarna ansåg samtliga att det dokument som de skrev under på Karlsten, bara var en redogörelse över fästningens försvarstillstånd. De sista sju raderna, som förvandlade dokumentet till en kapitulationshandling, verkade ha blivit tillagt i efterhand utan deras vetskap. Därför blev den slutliga domen för officerarna inte dödsstraff.

### Myter

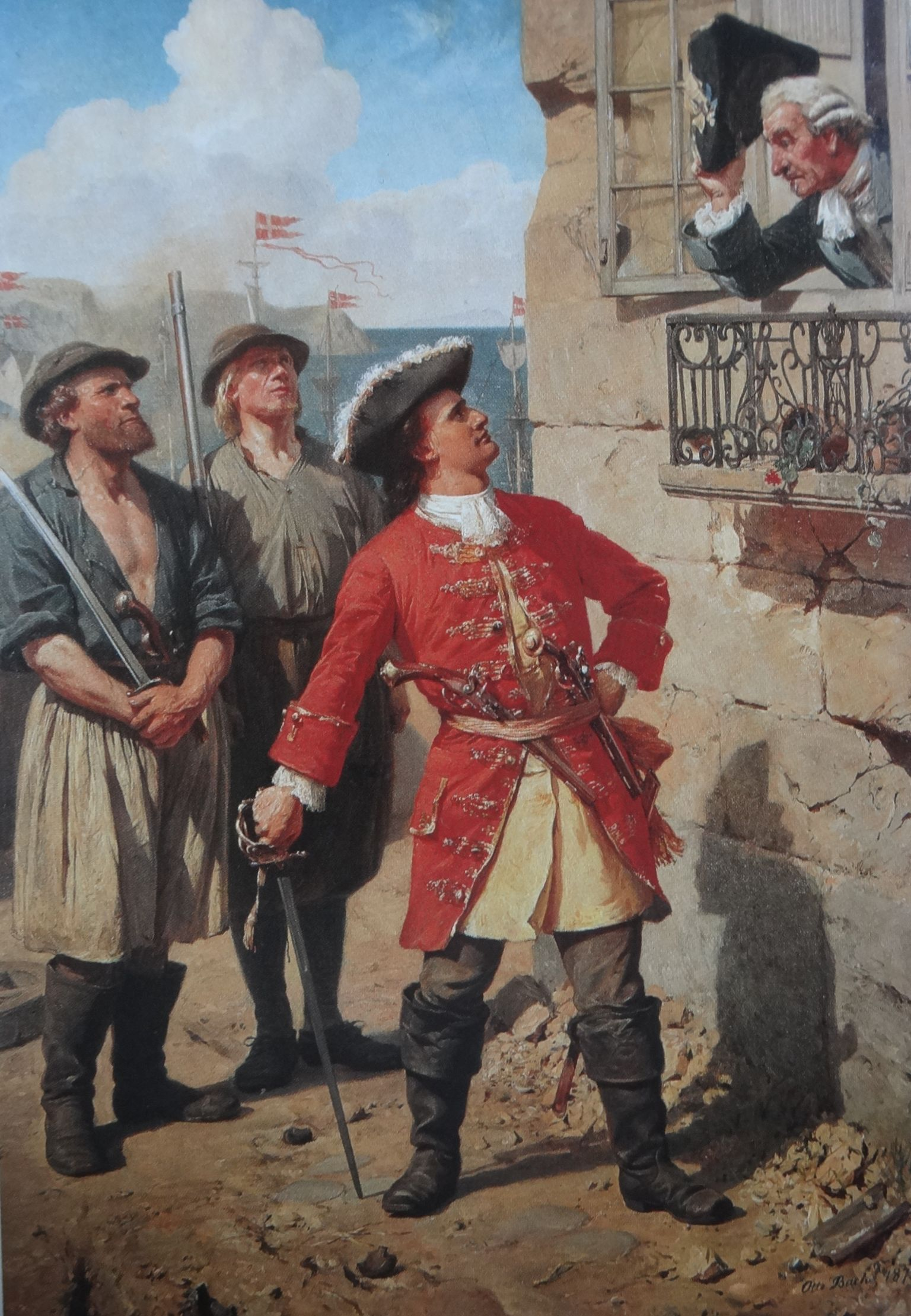
"Varför dröjer ni?" En otålig Tordenskjold talar med en ödmjuk Danckwardt i Marstrand. Enligt Rothes version av händelserna drev Tordenskjold aktivt ut en del av svenskarna från Karlsten efter kapitulationen. Målning av den danske konstnären Otto Bache (1875).

Den starka fästningen Karlstens kapitulation har i svensk krigshistoria jämställts med fästningen Sveaborgs kapitulation 1808. I båda fallen användes psykologisk krigföring för att bryta ner försvararnas motståndsvilja. Några av händelserna i Marstrand 1719 har blivit myter som ibland kan bekräftas, eller avfärdas, med hjälp av samtida dokument.

#### Förberedande spioneri
Sommaren 1710 var Peter Wessel (Tordenskjold) besättningsman på ett neutralt engelskt fartyg, på en tillfällig resa från Bergen till Östersjön. En storm gjorde att fartyget fick söka hamn i Marstrand. Här utnyttjade Peter Wessel möjligheten till att, som engelsk matros, utforska förhållanden och befästningar i staden. Därefter kunde han lämna Marstrand med ett holländskt örlogsskepp, och skicka en rapport till Danmark. Han berättar med egna ord om händelsen i ett brev till kung Fredrik IV, den 28 februari 1711.

#### Tordenskjolds soldater
Kaptenen von Utfalls besök hos Tordenskjold i Marstrand den 14 juli, har av den danske författaren Casper Peter Rothe fått en  utförligare beskrivning. I denna version skall Tordenskjold bara ha haft mellan 200 och 300 soldater i staden. Under tiden dessa placerades ut bjöds von Utfall in på ett värdshus. När officerarna senare långsamt gick omkring lät Tordenskjold soldaterna marschera runt så att de för den onyktre von Utfall verkade vara minst 1 000 soldater. Historien är troligen inte sann, och i det svenska kapitulationsdokumentet bedöms antalet danska soldater till "i Staden 500 Man", vilket överensstämmer med danska uppgifter. På norska och danska används uttrycket "Tordenskiolds soldater" för att beskriva när ett fåtal personer används i många funktioner för att simulera ett större antal.

#### Den väntade förstärkningen
I sitt brev till Danckwardt nämner Tordenskjold att han väntar förstärkning på, enligt Kuylenstierna, 2 000 man som befinner sig vid Kosteröarna. Rothes version av samma dokument anger förstärkningen till 20 000 man. Hotet är inte utan grund, eftersom generalmajor Hans Jacob von Arnold förde befälet över en landstigningsstyrka på cirka 8 000 man, som tidigare hade gått ombord på 28 stora transportfartyg vid Larkollen, och därefter hindrats av motvind och inte kommit iväg söderut innan Tordenskjolds anfall på Marstrand. Dessa fartyg skulle enligt den danska planen, tillsammans med eskorterande fartyg, landsätta soldater på Hisingen.

#### De hånade förlorarna
En variant av händelserna i Marstrand nämner att de danska soldaterna hånade de kapitulerande svenska officerarna genom att ge dem kvinnoprydnader, och att Danckwardt passerade förbi Tordenskjold som då tog fram ett rep och sade "Se där bror Danckwardt, här har du också en halsduk". Återigen skiljer sig källorna åt. Rothes version av uttåget är att det till största delen skedde med "..klingende Spil, flyvende Fahne, brændende Lunter, og deslige."  I verkligheten umgicks Tordenskjold med Danckwardt och flera svenska officerare under vänskapliga former i flera timmar på kvällen den 15 juli. Utmarschen den 16 juli skedde inte i samlad tropp. 

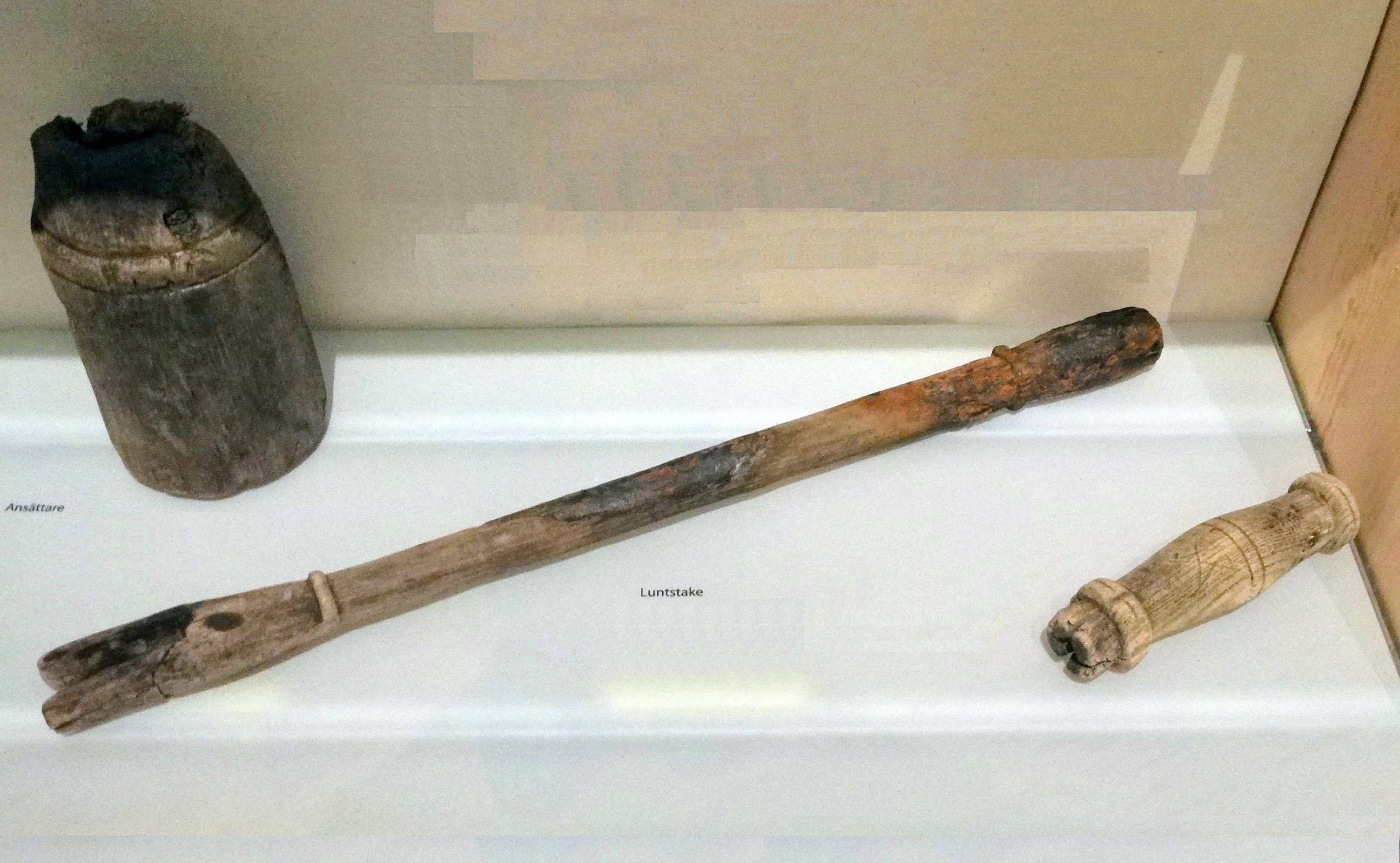
Arkeologiska fynd från vraket efter fregatten Fredricus i Marstrand, utställda på Bohusläns museum, Uddevalla. Till vänster syns huvudet av en ansättare, som användes till att packa krutladdningen i kanonen innan avfyrning. Dessutom luntstakar för att hantera den brinnande luntan. Det högra handtaget med en stjärna som personligt märke.

#### Sachsarnas påstådda svek

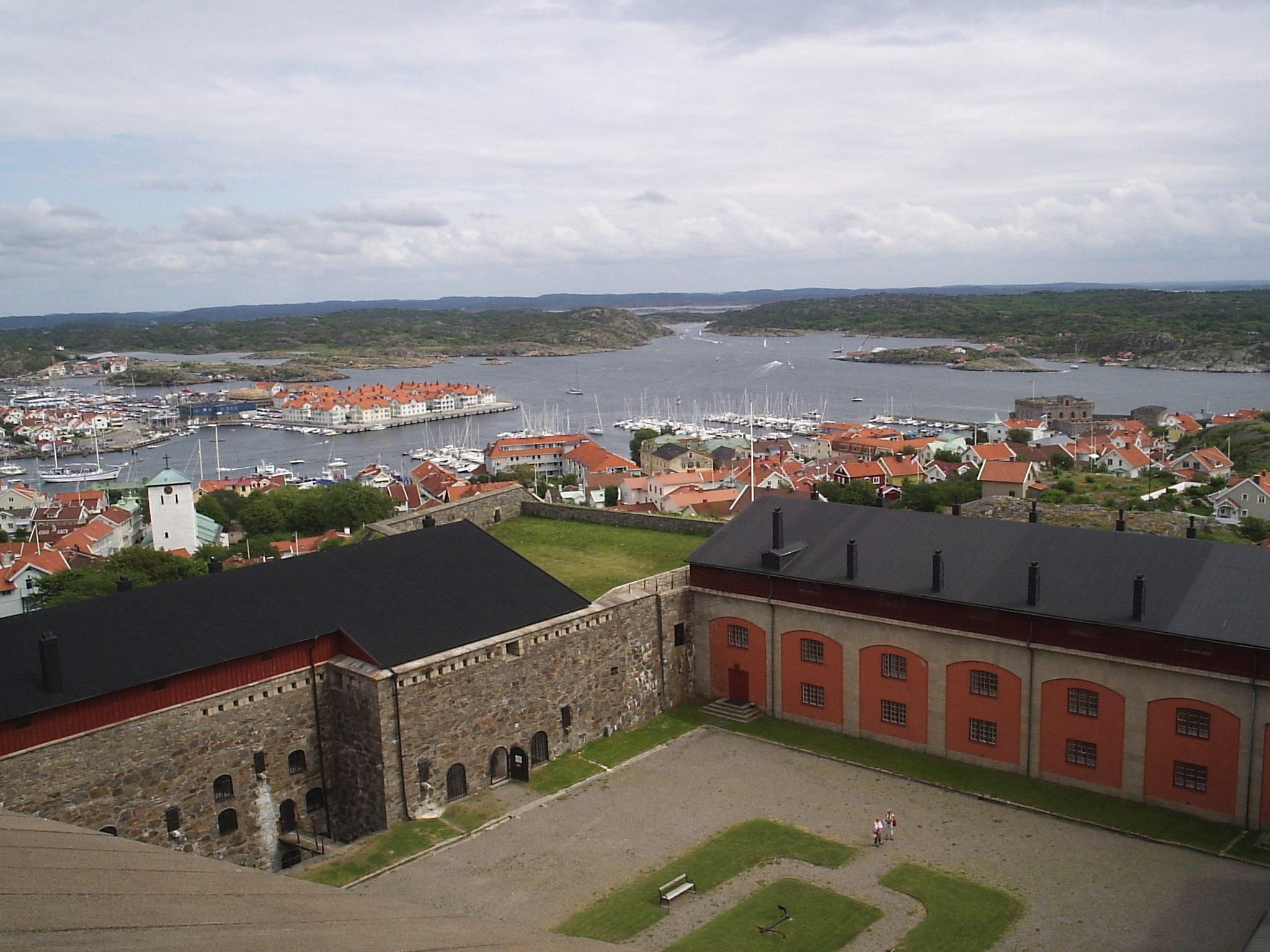
Utsikt från övre borggården på Karlsten mot öster. Den tidigare skansanläggningen Hedvigsholmen, lite till vänster om bildens mitt, är numera nybyggt bostadsområde och förbundet med Koön i vänsterkant.

En av förklaringarna till Danckwardts handlande, har varit att soldaterna i det sachsiska infanteriregementet skulle ha gjort myteri. Överste Georg David Zengerleins sachsiska infanteriregemente var sammansatt av sachsiska krigsfångar vilka tagits tillfånga i striderna med Sachsen-Polen. De hade senare rekryterats från fånglägren till den svenska armén och var därför dåligt motiverade legosoldater.
Att dessa soldater befann sig på Karlsten betraktades som en svag punkt både på svensk och på dansk sida. Fältmarskalk Rehnskiöld försökte strax innan anfallet att med fartyg skicka en styrka på 150 svenska soldater, under befäl av överstelöjtnant de Witte, för att byta ut de 100 sachsiska soldaterna. Då man inte kunde komma fram till Karlsten på grund av för många danska fartyg i området, återvände styrkan till Uddevalla. Detta innebar också att Danckwardt inte fick något stöd, och han klagade under förhören att han "icke hade haft någon att rådföra sig med".
Enligt danska uppgifter skulle den danske kaptenen Kleve ha smugit sig fram till fästningsmuren nattetid, och hört hur de sachsiska vaktposterna talade om att tvinga kommendanten till kapitulation. Disciplinen var dålig, och nattetid släpptes kvinnor in i fästningen, vilket var förbjudet. Genom att utnyttja detta kunde Tordenskjold smuggla in brev på tyska, bland annat riktade till "vielen gefangenen Deserteurs auch fembden Nation, so in der Citadelle Nothleiden", vilka uppmanade de sachsiska soldaterna till kapitulation.
I motsats till detta, finns ingenting nämnt i kapitulationsdokumentet om något myteri bland de sachsiska soldaterna. Under generalkrigsförhöret vittnade kapten Palmcrona om att "tyskarne sköto natt och dag". Eftersom ordförande för generalkrigsförhöret var det sachsiska regementets chef, överste Zengerlein, skulle han heller inte kunnat ha den rollen om han, eller hans förband, varit ifrågasatt från svensk sida.

## Övrigt

### Om Sjöblad
Kapten Erik Sjöblad benämns ofta som kommendör i samtida dokument, eftersom han var chef för Göteborgseskaderns fartyg i Marstrand, men blev formellt kommendör först på hösten 1720. Han skall inte förväxlas med sin far med samma namn, som inte fanns med vid händelserna i Marstrand 1719. Denne äldre Erik Carlsson Sjöblad blev amiral 1676, och var chef för Göteborgseskadern mellan åren 1700-1711, innan han avsattes misstänkt för oegentligheter.
Amiral Sjöblad hade i samband med en tidigare debatt om Göteborgseskaderns förläggningsort borde vara Göteborg, eller Marstrand, skrivit en klarsynt kommentar i en skrivelse i april 1711.
| ”                                                                             | ..att man under samråd ventilerat icke vara rådsamt att transportera eskadern i Marstrands hamn, emedan då - ej allenast då fienden voro övermäktig till sjöss med sin flotta och att göra en defi och landstigning på Koön och Klåverön som i förra kriget skedde - vore det en ringa möda för honom hela eskadern att bombardera, ruinera och uppbränna. | „ |
| – Amiral Erik Carlsson Sjöblad i skrivelse till Kungliga Senaten 3 april 1711 | |   |